# Языковка (Петровский район)
Языковка — село в Петровском районе Саратовской области, входит в состав сельского поселения Новозахаркинское муниципальное образование.

## География
Находится на расстоянии примерно 27 километров по прямой на юг от районного центра города Петровск. 

## История
Официальная дата основания 1672 год. По другим данным деревня Языковка (Дмитриевка) появилась в 1748–1762 годах и была названа по фамилии основателя помещика. В канун отмены крепостного права в Языковке насчитывалось 76 дворов и 572 жителя. В 1902 году в селе начала действовать церковь Дмитрия Солунского (не сохранилась). 

## Население
Постоянное население составило 80 человек (русские 30%, чеченцы 63%) в 2002 году, 53 в 2010.